# Eynel Soares
Eynel Domingos Lima Soares (São Vicente, 12 gennaio 2000) è un calciatore capoverdiano, attaccante dell'LNZ Čerkasy.

## Caratteristiche tecniche
È un'ala sinistra.

## Carriera

### Club
Dopo essersi messo in evidenza a Capo Verde, viene tesserato dal Novara, che lo aggrega al proprio settore giovanile. Il 26 aprile 2018 il Braga ne annuncia l'ingaggio sulla base di un accordo quinquennale, a partire dalla stagione successiva. Nel 2022 viene tesserato dall'AS Trenčín, nel campionato slovacco.

### Nazionale
Ha giocato nella nazionale capoverdiana Under-20.

## Statistiche

### Presenze e reti nei club
Statistiche aggiornate al 12 novembre 2022.
| Stagione          | Squadra           | Campionato        | Campionato | Campionato | Coppe nazionali | Coppe nazionali | Coppe nazionali | Coppe continentali | Coppe continentali | Coppe continentali | Altre coppe | Altre coppe | Altre coppe | Totale | Totale |
| Stagione          | Squadra           | Comp              | Pres       | Reti       | Comp            | Pres            | Reti            | Comp               | Pres               | Reti               | Comp        | Pres        | Reti        | Pres   | Reti   |
| ----------------- | ----------------- | ----------------- | ---------- | ---------- | --------------- | --------------- | --------------- | ------------------ | ------------------ | ------------------ | ----------- | ----------- | ----------- | ------ | ------ |
| 2018-2019         | Braga B           | SL                | 3          | 0          | -               | -               | -               | -                  | -                  | -                  | -           | -           | -           | 3      | 0      |
| gen.-giu. 2022    | AS Trenčín        | SL                | 2+10       | 0+2        | CS              | 3               | 0               | -                  | -                  | -                  | -           | -           | -           | 15     | 2      |
| 2022-2023         | AS Trenčín        | SL                | 17         | 2          | CS              | 4               | 1               | -                  | -                  | -                  | -           | -           | -           | 21     | 3      |
| Totale AS Trenčín | Totale AS Trenčín | Totale AS Trenčín | 19+10      | 2+2        |                 | 7               | 1               |                    | -                  | -                  |             | -           | -           | 36     | 5      |
| Totale carriera   | Totale carriera   | Totale carriera   | 32         | 4          |                 | 7               | 1               |                    | -                  | -                  |             | -           | -           | 39     | 5      |